# Universitat Estatal de Moscou

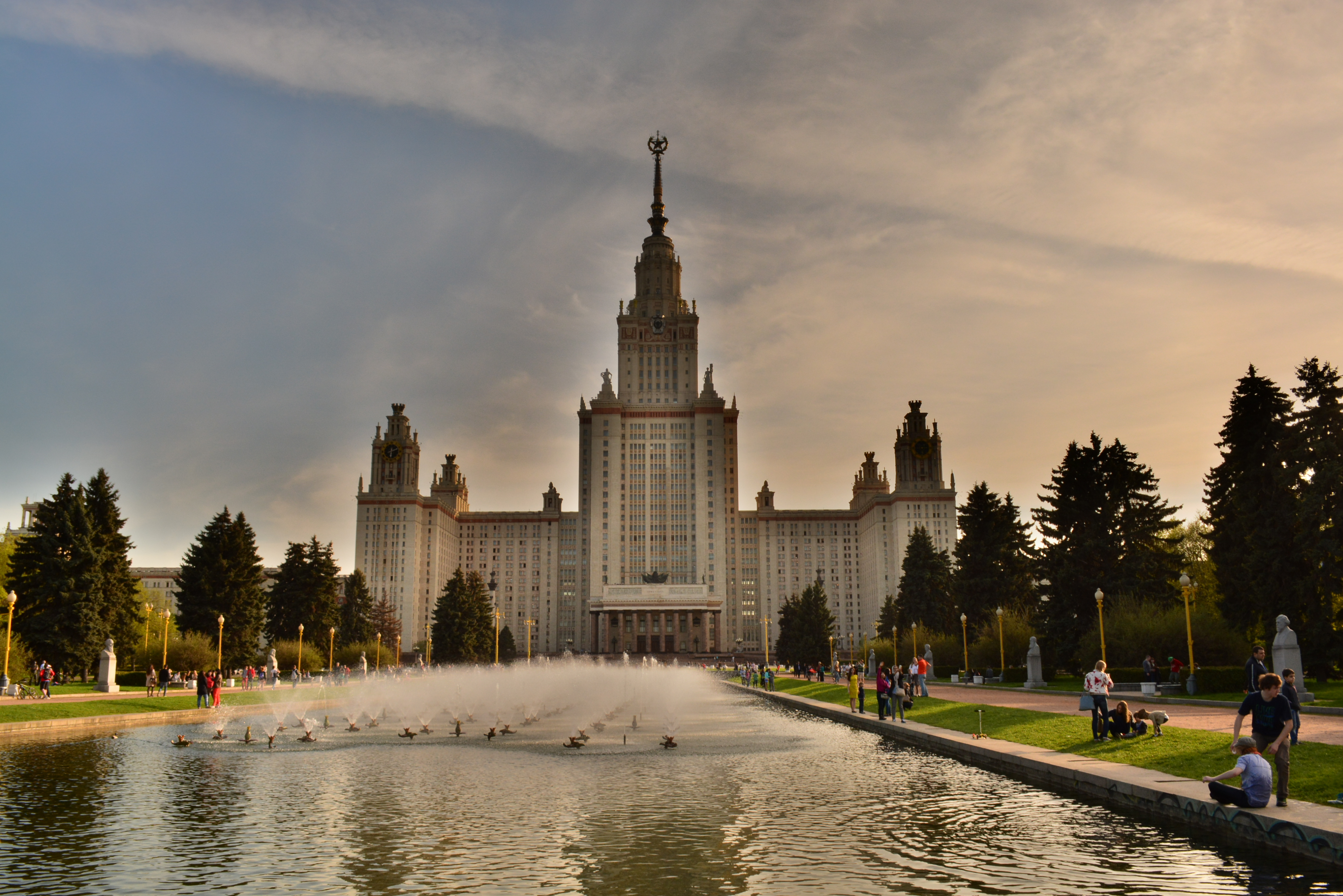
Edifici principal de la universitat

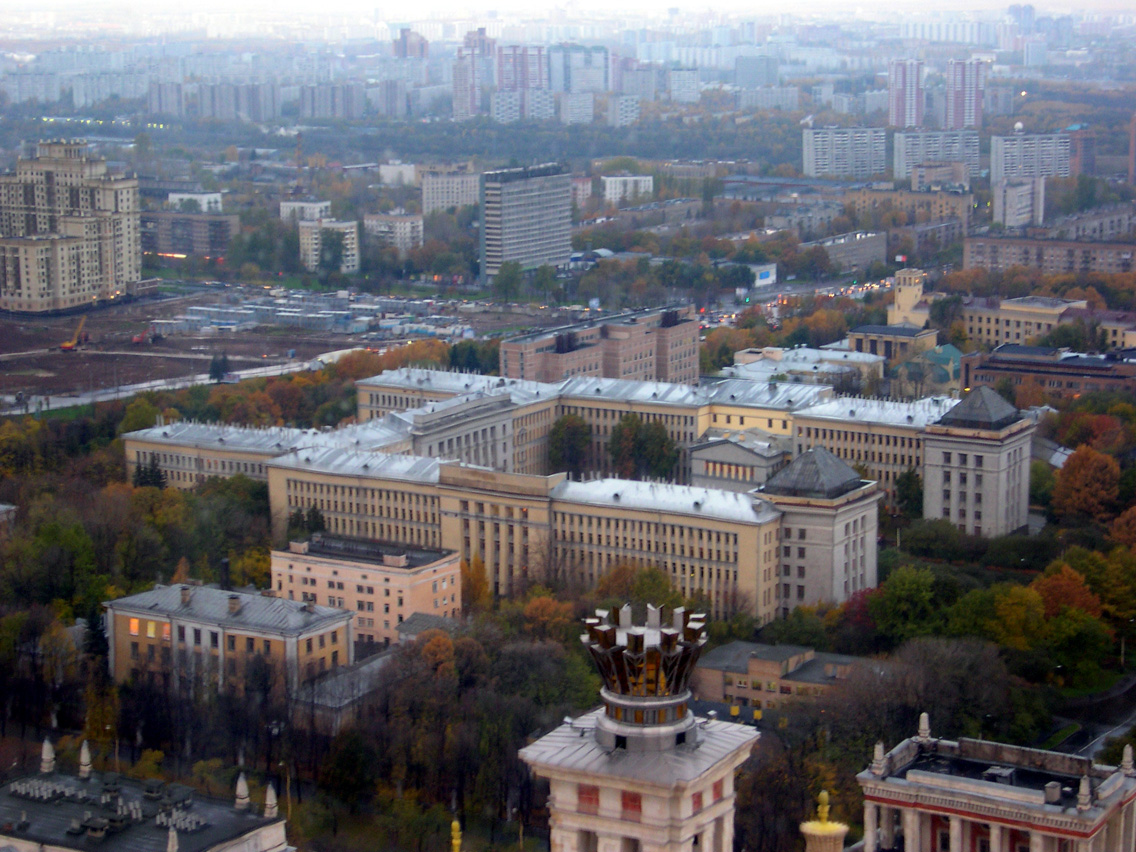
Edifici de les Facultats de Biologia i d'Estudis de la Terra.

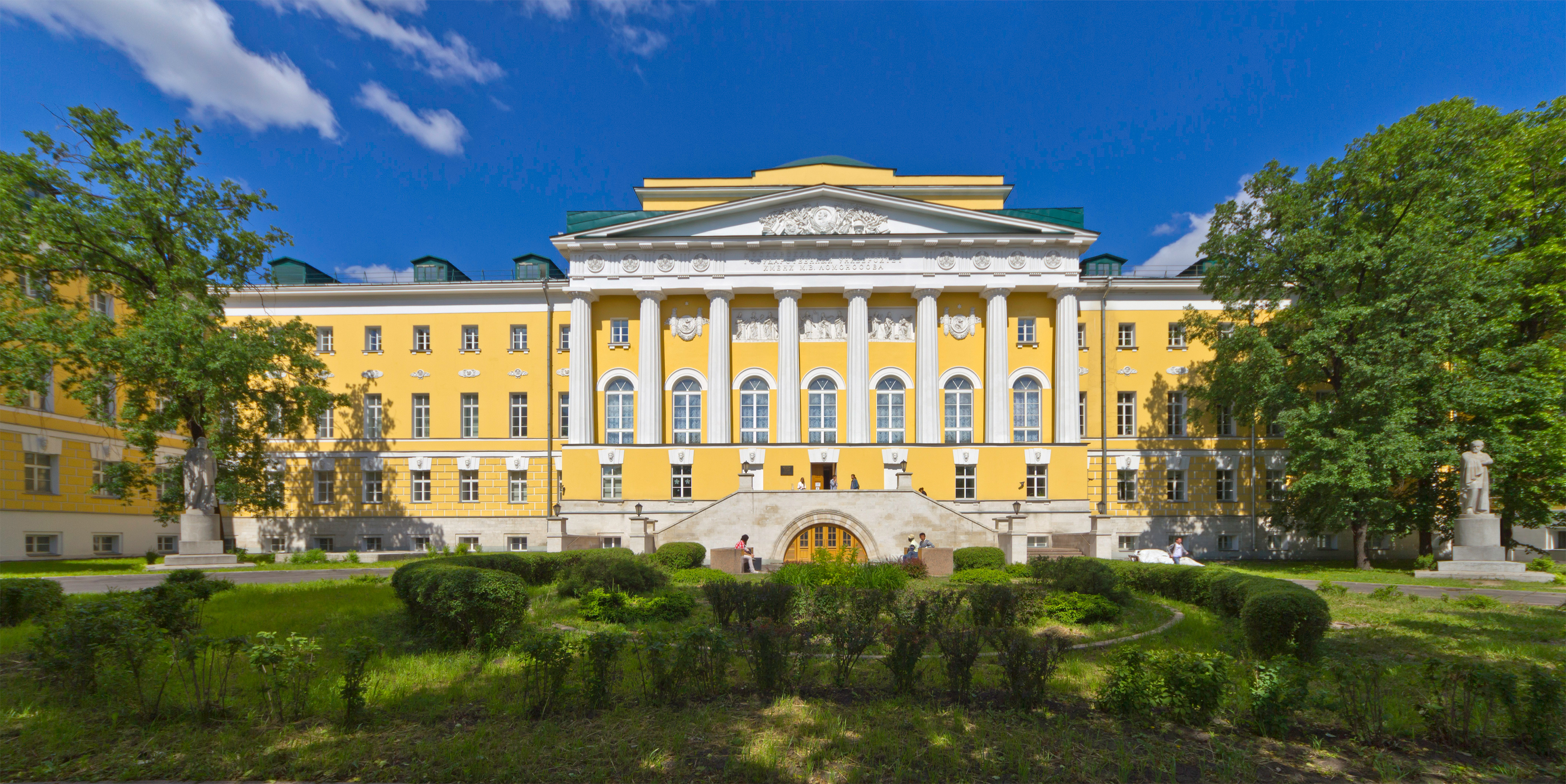
Avui dia, el Vell Edifici és seu del departament d'orientació d'estudis.

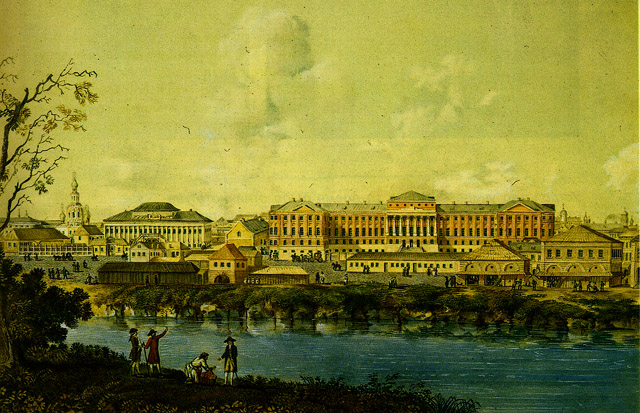
Edificis principals de la universitat al carrer Mokhovaia, 1798.

La Universitat Estatal de Moscou (en rus: Московский государственный университет имени М.В. Ломоносова (МГУ)) és la universitat més gran i antiga de l'actual Federació Russa. Fou fundada el 1755. El 1940 la universitat fou reanomenada amb el nom del seu fundador: Mikhaïl Lomonóssov. Des del 1953 ocupa un dels gratacels més emblemàtics de Moscou. L'any 2004 la universitat tenia prop de 4.000 professors, 31.000 estudiants i 7.000 doctorands. En el Rànquing de Xangai de 2021 estava classificada la 97a del mon i la primera de Rússia.

## Història
La universitat es fundà el 25 de gener del 1755, segons el calendari julià (el 12 de gener segons el gregorià) per un decret de l'Emperadriu Elizaveta Petrovna (filla de Pere el Gran). Des d'aleshores el 25 de gener, el dia de Tatiana, se celebra com el Dia dels Estudiants a tot el món russoparlant. Així doncs, aquest dia s'acaben els exàmens del semestre de tardor universitari. Durant el regnat de Caterina II la universitat fou traslladada a una sèrie d'edificis neoclàssics al carrer Mokhovaia.
El 1905 una organització de tipus social democràtic fou creada a la universitat amb l'objectiu d'expulsar el tsar del poder i transformar el país en una república. El govern tsarista tancà la universitat en diverses ocasions com a resposta. El 1911 es produïren importants protestes quan les tropes del tsar entraren al campus tot detenint diversos professors. Un total de 130 científics i professors van dimitir en massa, com per exemple Nikolai Dmítrievitx Zelinski, Piotr Nikolàievitx Lébedev i Serguei Txapliguin. Milers d'estudiants foren també expulsats aquell any.
Després de la Revolució Socialista d'octubre del 1917 la universitat s'obrí a les classes populars i no només a la burgesia acabalada. El 1919 s'eliminaren les despeses de matrícula i s'habilitaren instal·lacions en les quals els estudiants més humils podien preparar llurs exàmens d'accés a la universitat. El 1940 la universitat fou reanomenada amb el nom del seu fundador: Mikhaïl Lomonóssov.

## Edifici principal
Des del 1958 les principals dependències de la universitat es troben a Vorobiovi gori, una àrea al sud-oest de Moscou. Aquest edifici fou dissenyat per l'arquitecte Lev Vladímirovitx Rúdnev. Stalin ordenà construir a Moscou set grans torres neoclàssiques i l'edifici de la Universitat de Moscou n'era el més gran de tots, tot essent l'edifici més alt d'Europa els anys 50. La torre principal té 240m i té 36 plantes, i està envoltada per quatre grans ales on hi ha facultats i instal·lacions diverses. Hom diu que posseeix més de 33 km de passadissos i 5.000 habitacions. L'estel de la cimera de la torre és força gran com per tenir-hi una petita habitació i una plataforma d'observació, i pesa 12 tones. Les façanes de l'edifici estan ornamentades amb rellotges gegants, baròmetres i termòmetres, així com per estàtues i símbols soviètics. Davant la torre hi ha unes escultures de dos estudiants, de sexe masculí i femení respectivament, que observen amb confiança el futur.